# إبراهيم الكاشف
إبراهيم الكاشف (1915-1969)، مغني سوداني بارز عاصر فناني فترة الحقيبة القدامى. يعتبر أول من أدخل الآلات الحديثة في فن الغناء والطرب بالسودان. كان أحد أبرز المغنيين في أربعينيات القرن الماضي الذين سجلت لهم الإذاعة السودانية خلال سنواتها الأولى اعمالهم الموسيقية.

## حياته
ولد إبراهيم الكاشف واسمه بالكامل إبراهيم محمد أحمد أبو جبل في مدينة ود مدني الواقعة في منطقة الجزيرة، ولاية الجزيرة الحالية بالسودان في عام 1915 م. ووالدته هي حسنة علي محمد علي، اشتهر بلقب الكاشف نسبة إلى جده من جهة أمه محمد علي كاشف الذي جاء إلى السودان كقائد عسكري مع الحملة التركية على السودان سنة 1821 م، وتولى تربيته وهو صغير بعد وفاة والده. ولفظ الكاشف في الأصل رتبة عسكرية تركية.
تلقى الكاشف تعليمه الأولي بمدرسة البندر الأولية في مدينة ود مدني أمضى فيها ثلاثة أعوام قبل أن يهجر التعليم.
في عام 1940م انتقل إبراهيم الكاشف إلى الخرطوم وسكن حي الديوم. واصبح يعرف بـلقب «إبراهيم مدني»، ومنها انتقل إلى مدينة أم درمان وأقام في حي الموردة حيث عمل بالتجارة.

## دوره في تطوير الأغنية السودانية
كان الكاشف يغني في بداية حياته الفنية بمصاحبة آلة الرق وتصفيق الكورس وترجيعه للمقاطع الصوتية الرئيسية في الأغنية ولكنه خرج على هذا الأسلوب الغنائي التقليدي في اللحن وفي الأداء والمتوارث في طريقة أغاني الحقيبة، إلى طريقة الغناء الحديث بالمصحوب بموسيقي الآلات الوترية. ففي عام 1934 قدم أغنية «أنا ما أقطف زهورك» بصحبة إحدى الفرق الموسيقية المصرية التي كانت في زيارة إلى مدينة ود مدني آنذاك وتضم نجيب الريحاني وتحية كاريوكا ولاقت الأغنية نجاحاً كبيرا الأمر الذي حزا به إلى أن يعيد التجربة مرة أخرى في عام 1940 م حين قدم أغنية «الشاغلين فؤادي» في حفل لأحد الأندية
وسعى الكاشف إلى تكوين أوركسترا خاصة به. كما يعتبر الكاشف أول من أدخل الصوت النسائي في الكورس المصاحب للمغنِ اثناء الأداء أو ما يعرف في الغناء السوداني بالشيالين (المفرد شيّال) ليحل محل الكورس الرجالي. وساهم الكاشف أيضاً في عملية تجديد النص الغنائي وفي موضوعات الأغنية السودانية الحديثة. وقام باعادة توزيع و تسجيل بعض الاغاني المشهورة كأغنية عزة في هواك للفنان خليل فرح بمصاحبة الأوركسترا .واستطاع أن يقاوم انتقادات رافضي التجديد والرعيل المحافظ لأنماطه الغنائية.

## التلحين
على الرغم من أن إبراهيم الكاشف قليل الإلمام بالكتابة والقراءة إلا إنه استطاع أن يحفظ أغانيه ويختار نصوصا غنائية حقق الكثير منها نجاحا وكان يقوم بتلحين قصائد بعض اغانيه بنفسه.

## اسلوبه في الغناء
يعتمد الكاشف في أداء اغانيه على ما يعرف باللحن «الكلاس» الميلودي الذي يشكل فيه صوت المغني عنصرا أساسياً في الأغنية وتظهر فيه قوة المؤثر الصوتي البشري في التعبير عن الإحساس الذي يتضمنه النص الغنائي.
كذلك كان الكاشف يعمد على اشتراك الجمهور في أداء الغناء اثناء احيائه للحفلات الغنائية بحيث يترك في الأداء الميلودي مساحات للجمهور للمشاركة وهو ما يُعرف بغناء الباص، أي الغناء الذي يشاركه فيه الجميع بتلقائية بدون عناء مثال ذلك أغنية «الجمعة في شمبات» . وأغنية «حبيبي زرني مرة».

## شعراء أغنياته
التقى الكاشف في بداية مسيرته الفنية بأحد شعراء العامية بمدينة ود مدني، وهو الشاعر علي المساح، وكانت البداية أغنية «زمانك والهوى»، ثم تبعتها أغنيتي «الشاغلين فؤادي» و«أنت بدر السما» واللتان حققتا فيما بعد نجاحا كبيرا. بعد انتقاله إلى أم درمان بدأ يتعامل مع مختلف شعراء القصيدة الغنائية في السودان ومن بينهم عبيد عبد الرحمن ومن أعماله «ظلموني الناس»و «رسائل»، ثم خالد عبد الرحمن أبو الروس في «صابحني دائماً وابتسم» وعبد المنعم عبد الحي، ومن تأليفه أغنية «الحبيب»، وسيد عبد العزيز في قصيدة «إنت عارف»، و السر قدور في اغنيتي «الشوق والريد» و«انا أفريقي، أنا سوداني»، إلى جانب كل من الشاعر حميد أبو عشر وصالح أبو السيد وآخرون.

## وفاته
توفي الكاشف في سبتمبر / أيلول عام 1969م.